# Tyler Kleven
Tyler Kleven, född 10 januari 2002, är en amerikansk professionell ishockeyback som spelar för Ottawa Senators i NHL.
Han har tidigare spelat för North Dakota Fighting Hawks i NCAA och Team USA i USHL.
Kleven draftades av Ottawa Senators i andra rundan i 2020 års draft som 44:e spelare totalt.

## Statistik
| 2016–2017   | MN North Stars U15 AAA      |             | 14 | 1  | 1  | 2  | —   | — | — | — | — | —  |
| 2017–2018   | Davies Eagles               |             | 27 | 9  | 7  | 16 | 54  | — | — | — | — | —  |
|             | Team Great Plains           |             | 18 | 1  | 9  | 10 | 8   | 2 | 0 | 0 | 0 | 2  |
| 2018–2019   | Team USA                    | USHL        | 31 | 2  | 1  | 3  | 45  | 2 | 0 | 0 | 0 | 19 |
|             | U.S. National U17 Team      |             | 52 | 3  | 5  | 8  | 96  | — | — | — | — | —  |
|             | U.S. National U18 Team      |             | 1  | 0  | 0  | 0  | 0   | — | — | — | — | —  |
| 2019–2020   | Team USA                    | USHL        | 17 | 0  | 2  | 2  | 37  | — | — | — | — | —  |
|             | U.S. National U18 Team      |             | 45 | 2  | 10 | 12 | 63  | — | — | — | — | —  |
| 2020–2021   | North Dakota Fighting Hawks | NCAA        | 22 | 5  | 2  | 7  | 37  | — | — | — | — | —  |
| 2021–2022   | North Dakota Fighting Hawks | NCAA        | 38 | 7  | 3  | 10 | 93  | — | — | — | — | —  |
| 2022–2023   | Ottawa Senators             | NHL         | 8  | 0  | 2  | 2  | 2   | — | — | — | — | —  |
|             | North Dakota Fighting Hawks | NCAA        | 35 | 8  | 10 | 18 | 84  | — | — | — | — | —  |
| NHL totalt  | NHL totalt                  | NHL totalt  | 8  | 0  | 2  | 2  | 2   | — | — | — | — | —  |
| NCAA totalt | NCAA totalt                 | NCAA totalt | 95 | 20 | 15 | 35 | 214 | — | — | — | — | —  |
| USHL totalt | USHL totalt                 | USHL totalt | 48 | 2  | 3  | 5  | 82  | 2 | 0 | 0 | 0 | 19 |

### Internationellt
| Källa: Uppdaterad: 2023-05-22 | Källa: Uppdaterad: 2023-05-22 | Källa: Uppdaterad: 2023-05-22 |         | Utv = Utvisningsminuter | Utv = Utvisningsminuter | Utv = Utvisningsminuter | Utv = Utvisningsminuter | Utv = Utvisningsminuter |
| År                            | Lag                           | Mästerskap                    | Matcher | Mål                     | Assists                 | Poäng                   | Utv                     |                         |
| ----------------------------- | ----------------------------- | ----------------------------- | ------- | ----------------------- | ----------------------- | ----------------------- | ----------------------- | ----------------------- |
| 2021                          | USA                           | JVM                           | 2       | 0                       | 1                       | 1                       | 0                       |                         |
| 2022                          | USA                           | JVM                           | 5       | 0                       | 0                       | 0                       | 0                       |                         |
| 2023                          | USA                           | VM                            | 3       | 0                       | 0                       | 0                       | 2                       |                         |
| Junior totalt                 | Junior totalt                 | Junior totalt                 | 7       | 0                       | 1                       | 1                       | 0                       |                         |
| Senior totalt                 | Senior totalt                 | Senior totalt                 | 3       | 0                       | 0                       | 0                       | 2                       |                         |